# Вязкоупругость
Вязкоупругость — это свойство материалов быть и вязким, и упругим при деформации. Вязкие материалы, такие как медь, при сопротивлении сдвигаются и натягиваются линейно во время напряжения. Упругие материалы тянутся во время растягивания и быстро возвращаются в обратное состояние, когда уходит напряжение. У вязкоупругих материалов свойства обоих элементов, и по существу, проявляют напряжение в зависимости от времени. В то время как упругость обычно является результатом растягивания вдоль кристаллографический плоскости в определенном твердом теле, вязкость является результатом диффузии атомов или молекул в аморфных материалах.

## История вопроса
В девятнадцатом веке физики Максвелл, Больцман и Кельвин исследовали и экспериментировали с ползучестью и возвращением в обратное состояние стекла, металлов и резины. В дальнейшем ставились эксперименты над вязкоупругостью в конце двадцатого века, когда разрабатывались синтетические полимеры и применялись в различных областях. Вычисление вязкоупругости зависит в большей степени от изменчивости вязкости, η. Инверсия η также известна как текучесть, φ. Величину можно получить как функцию температуры или как значение (то есть поршень).

Различные типы ответных реакций при изменении уровня напряжений (d/dt)

В зависимости от изменения уровня нагрузки в противовес напряжения внутри материала вязкость может разделить на категории: линейная, нелинейная и пластичная. Когда материал проявляет линейность, он характеризуется как Ньютоновская жидкость. В этом случае напряжение линейно пропорционально уровню нагрузки. Если материал проявляет нелинейность относительно уровню нагрузки, он характеризуется как Неньютоновская жидкость. Есть также интересный случай, когда вязкость уменьшается, поскольку уровень сдвига/напряжения остается неизменным. Материал, который проявляет такой тип поведения известен как тиксотропический. К тому же, когда напряжение не зависит от этого уровня напряжения, материал проявляет пластическую деформацию. Множество вязкоупругих материалов проявляет свойства резины, которые можно объяснить термодинамической теорией полимерной эластичности. В жизни все материалы отклоняются от Закона Гука различными способами, к примеру, проявляя и вязкоподобные, и эластичные свойства. У вязкоупругих материалов соотношение между напряжением и нагрузкой зависит от времени. Неэластичные тела представляют собой подгруппу вязкоупругих материалов: у них уникальная уравновешенная форма, и, в конечном итоге, они полностью возвращаются в своё состояние после устранения импульсной нагрузки.
Существуют некоторые проявления вязкоупругих материалов:
- если держится постоянное напряжение, деформация растет со временем (ползучесть)
- если держится постоянная деформация, напряжение уменьшается со временем (релаксация)
- фактическая неподвижность зависит от уровня нагрузки
- если применена циклическая нагрузка, то получается гистерезис (отставание фаз), который приводит к рассеиванию механической энергии
- акустические волны подвергаются ослаблению
- восстановление объекта после воздействия меньше, чем 100 %
- во время верчения происходит сопротивление трения

a) Применялась нагрузка и b) вызывалось напряжение как функция времени для вязкоупруго материала.

Все материалы проявляют некоторые вязкоупругие свойства. В широко известных металлах как сталь или алюминий, а также в кварце, при комнатной температуре и небольшой нагрузке, поведение не сильно отклоняется от линейной эластичности. Синтетические полимеры, дерево и человеческая ткань, а также металлы при высокой температуре показывают значительные вязкоупругие результаты. При определенном использовании, даже маленькая вязкоупругая реакция может быть значительной. Чтобы завершить анализ или модель таких материалов, должно учитываться их вязкоупругое поведение. Знание вязкоупругой реакции материала основывается на вычислениях.
Некоторые экземпляры вязкоупругих материалов включают в себя аморфные полимеры, полукристаллические полимеры, биополимеры, металлы на самых высоких температурах и горные смолы. Разлом происходит когда нагрузка идет очень быстро и выходит за пределы эластичности. Связки и сухожилия — вязкоупруги, поэтому их степень потенциального повреждения зависит от скорости их вытягивания и примененной силы.
У вязкоупругих материалов есть следующие свойства:
- гистерезис рассматривается в диаграмме деформирования
- снятие напряжения происходит при постоянном натяжении из-за чего уменьшается напряжение
- ползучесть происходит при постоянном напряжении из-за чего увеличивается деформация

## Упругое поведение против вязкоупругого

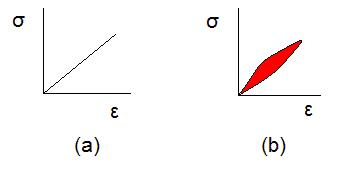
График растяжения-разгрузки для чисто упругого материала (a) и вязкоупругого материала (b). Красная область — это петля гистерезиса, которая показывает количество потерянной энергии (при высокой t) в загрузочном и выгрузочном цикле. Она равна, где — это напряжение, а — это расстяжение.

В отличие от чисто упругих веществ, у вязкоупругого вещества есть и эластичный, и вязкий компонент. Вязкость вязкоупругой материи позволяет веществу растягиваться в зависимости от времени. Чисто эластичные материалы не рассеивают энергию (тепло), если дать нагрузку, а затем её убрать. Однако, вязкоупругие вещества теряют энергию, если дать нагрузку, а затем её убрать. Гистерезис исследуется в графике растяжения-разгрузки, с областью петли равной энергии, потерянной во время загрузочного цикла. После того, как вязкость становится резистентной термально активированной пластичной деформации, вязкие материалы теряют энергию во время загрузочного цикла. Пластичная деформация отражается в потерянной энергии, что нехарактерно для реакции чисто эластичных материалов в загрузочном цикле.
Если быть точным, вязкоупругость — это молекулярная перестановка. Во время напряжения вязкоупругого материала такого как полимер, части длинной полимерной цепочки меняют позиции. Это движение или перестановка называется ползучесть. Полимеры остаются твердыми материалами, даже если эти части цепей переставляются в порядке, сопутствующему напряжению, и когда так происходит, создается обратное напряжение в материале. Когда обратное напряжение происходит в той же магнитуде, что и напряжение, материал перестает ползти. Когда изначальное напряжение уходит, накопленное обратное натяжение заставит полимер вернуться в оригинальную форму. При ползучести материала, приставляется префикс вязко-, если материал полностью восстанавливается, приставляется суффикс -упругость.

## Типы вязкоупругости
Линейная вязкоупругость — это когда функция разделяется на ползучесть и нагрузку. Все линейные вязкоупругие модели могут быть представлены в уравнении Вольтерры c напряжением и нагрузкой:
{\displaystyle \epsilon (t)={\frac {\sigma (t)}{E_{\text{inst,creep}}}}+\int _{0}^{t}K(t-t^{\prime }){\dot {\sigma }}(t^{\prime })dt^{\prime }}
или
{\displaystyle \sigma (t)=E_{\text{inst,relax}}\epsilon (t)+\int _{0}^{t}F(t-t^{\prime }){\dot {\epsilon }}(t^{\prime })dt^{\prime }}
где
- t — это время
- {\displaystyle \sigma (t)} — это напряжение
- {\displaystyle \epsilon (t)} — это деформация
- {\displaystyle E_{\text{inst,creep}}} и {\displaystyle E_{\text{inst,relax}}} — это сиеминутный модуль упругости для ползучести и расслабления
- K(t) — это функция ползучести
- F(t) — это функция релаксации

Линейная вязкоупругость обычно применима только для маленьких деформаций.
Нелинейная вязкоупругость — это когда функция неотделима. Обычно так происходит когда деформации большие или материал изменяет свои свойства под воздействием деформации.
Неупругий материал — это особый случай вязкоупругого материала: неупругий материал полностью восстанавливается в первоначальное состояние при удалении груза.

## Динамический модуль
Вязкоупругость изучается при использовании динамического механического анализа, с применением маленького колебательного напряжения и замеров результатов нагрузки.
- У чисто эластичных материалов напряжение и нагрузка находятся в фазе, поэтому реакция одного провоцирует реакцию другого незамедлительно.
- В чисто вязких материалах, нагрузка отстает от напряжения на 90 градусов в промежуточной фазе.
- Вязкоупругие материалы ведут себя как-то средне между этими двумя типами материалов, проявляя некоторое отставание в напряжении.

Совокупность динамического модуля G может быть использована, чтобы представить соотношение между колебательным напряжением и нагрузкой:
{\displaystyle G=G'+iG''}
где {\displaystyle i^{2}=-1}; {\displaystyle G'} — это модуль накопления (storage), а {\displaystyle G''} — это модуль потерь (loss):
{\displaystyle G'={\frac {\sigma _{0}}{\varepsilon _{0}}}\cos \delta }
{\displaystyle G''={\frac {\sigma _{0}}{\varepsilon _{0}}}\sin \delta }
где {\displaystyle \sigma _{0}} и {\displaystyle \varepsilon _{0}} — это амплитуды напряжения и деформации, а {\displaystyle \delta } — это фаза сдвига между ними.

## Основные модели линейной вязкоупругости
Вязкоупругие материалы, такие как аморфные полимеры, полукристаллические полимеры, биополимеры и даже живая материя и клетки, могут быть смоделированы для определения их напряжения и нагрузки или взаимодействия силы и сдвига, а также их временны́е зависимости. Эти модели, включая модель Максвелла, модель Кельвина-Фойгта и стандартную линейную модель твердого тела, используют, чтобы предотвратить реакцию материала под воздействием различных условий нагрузки. У вязкоупругого поведения есть упругие и вязкие составляющие, которые выстроены в линейной комбинации пружины и поршеней, соответственно. Каждая модель отличается порядком построения этих элементов, а все вязкоупругие модели могут быть эквивалентны моделям электроцепи. В равноценной электроцепи напряжение предстает током, а степень нагрузки электрическим напряжением. Модель упругости пружины является аналогом ёмкости цепи (энергия сохраняется), а вязкость поршеня сопротивлением цепи (энергия рассеивается).
Эластичные компоненты, которые упоминались выше, могут быть смоделированы в виде пружины с упругой константой E, дающей формулу:
{\displaystyle \sigma =E\varepsilon }
где σ — это напряжение, E — это эластичная модель материала, а ε — это деформация, происходящая под воздействием напряжения, наподобие Закона Гука.
Вязкие компоненты могут быть смоделированы в виде поршеней как соотношение напряжение-разгрузка, что будет представлено в таком виде:
{\displaystyle \sigma =\eta {\frac {d\varepsilon }{dt}}}
где σ — это напряжение, η — это вязкость материала, а dε/dt — это время производное от разгрузки.
Соотношение между напряжением и разгрузкой может быть упрощено до конкретных уровней нагрузки. При сильном напряжении/коротком сроке, производные компоненты времени от соотношений напряжения-разгрузки доминируют. Поршень сопротивляется изменениям определенное время, а при сильном напряжении он бывает похож на жесткий стержень. Так как жесткий стержень не может растягиваться больше собственной длины, никакой нагрузки не может быть добавлено в систему
И, наоборот, при небольшом напряжении/длинном сроке, производные компоненты времени незначительны, и поршень может фактически выйти из системы — так называемая «открытая» цепь. В результате, только пружина, соединенная параллельно с поршнем будет способствовать полной нагрузке системы.

### Модель Максвелла

схема модели Максвелла

Модель Максвелла[en] можно представить в виде чисто вязкого поршня и чисто упругой пружины, совмещенных в последовательном соединении, как показано на чертеже. Модель описывается следующим уравнением:
{\displaystyle {\frac {d\epsilon }{dt}}={\frac {d\epsilon _{D}}{dt}}+{\frac {d\epsilon _{S}}{dt}}={\frac {\sigma }{\eta }}+{\frac {1}{E}}{\frac {d\sigma }{dt}}}.
По этой модели, если материал находится под постоянной нагрузкой, напряжение постепенно ослабевает. Если материал находится в постоянном напряжении, у нагрузки два составляющих. Первое, упругий компонент проявляет себя мгновенно, представляя собой пружину, и расслабляется немедленно при снятии напряжения. Второе — это вязкий компонент, который растет со временем, пока есть напряжение. Модель Максвелла рассчитывает как напряжение по экспоненте спадает со временем, что точно соответствует многим полимерам. Одно ограничение у этой модели — это то, что невозможно рассчитать точно ползучесть. Модель Максвелла для ползучести или условий постоянного напряжения постулирует, что нагрузка растет линейно со временем. Однако, полимеры для большей части показывают, что уровень нагрузки уменьшается со временем.
Применимость пластичных твердых тел: термопластические полимеры вблизи своей температуры плавления, свежеуложенный бетон (не учитывая его выдержку), многочисленные металлы при температуре, доходящей до их точки плавления.

### Модель Кельвина — Фойгта

схема модели Кельвина — Фойгта

Модель Кельвина — Фойгта[en], также известная как модель Фойгта, состоит из соединенных параллельно ньютоновской жидкости и упругой пружины Гука, как показано на рисунке. Используется, чтобы выявить ползучее поведение полимеров.
Главное соотношение выражается в виде линейного высокоточного дифференциального уравнения:
{\displaystyle \sigma (t)=E\varepsilon (t)+\eta {\frac {d\varepsilon (t)}{dt}}}
Эта модель отражает явление упругого последействия, которое представляет собой изменение упругой деформации во времени, когда она или постоянно нарастает до некоторого предела после приложения нагрузки, или постепенно уменьшается после её снятия. Когда снимается напряжение, материал постепенно расслабляется до недеформированной стадии. При постоянном напряжении (ползучесть), Модель довольно реальна, так как просчитывает нагрузку, направляющуюся к {\displaystyle \sigma /E}, а время близится к бесконечности. Как и модель Максвелла, у модели Кельвина — Фойгта также есть пределы. Модель крайне хороша в отношении ползучести материалов, но относительно расслабления модель намного меньше верна.
Применимость: органические полимеры, резина, дерево при невысокой нагрузке.

### Модель стандартного линейного тела

схема модели
стандартного линейного тела

Модель стандартного линейного тела складывается из параллельно расположенных модели Максвелла и пружины Гука: идущих последовательно друг за другом пружины и поршня, параллельных другой пружине. Для этой модели верно следующее соотношение:
{\displaystyle {\frac {d\varepsilon }{dt}}={\frac {{\frac {E_{2}}{\eta }}\left({\frac {\eta }{E_{2}}}{\frac {d\sigma }{dt}}+\sigma -E_{1}\varepsilon \right)}{E_{1}+E_{2}}}}
Под постоянным напряжением, моделированный материал будет незамедлительно деформироваться с некоторой нагрузкой, которая является её упругой частью, и после этого продолжит деформироваться и асимптотически приближаться к стационарной нагрузке. Эта последняя часть является вязкой частью нагрузки. Хотя модель стандартного линейного тела намного более точна, чем модели Максвелла и Кельвина-Фойгта в расчетном материале, математически она дает неточные результаты для нагрузки при специфических условиях нагрузки и довольна сложна в вычислениях.

### Обобщенная Модель Максвелла

Схема обобщенной модели Максвелла

Обобщенная модель Максвелла  также известна как модель Максвелла-Вихерта (в честь Джеймса Клерка Максвелла и Э. Вихерта) — это самая повсеместная форма линейной модели для вязкоупругости. Стоит принять во внимание, что расслабление протекает не один раз, а распределяется на несколько раз. Из-за разнокалиберных молекулярных сегментов с более длинными преобладающими над короткими, существует различное временное распределение. Модель Вихерта проявляется тем, что у неё есть множество элементов пружины-поршня Максвелла, что необходимо для точной формулировки распределения. Фигура справа показывает обобщенную модель Вихерта
Применимость : металлы и сплавы при температуре ниже на четверть от температуры их абсолютного плавления (выражено в K).

### Ряды Прони
В одномерном тесте на расслабление, материал подвергается внезапной нагрузке, которая постоянно держится весь
тест, и напряжение измеряется в течение долгого времени. Начальное напряжение происходит за счет упругости материала. Потом
напряжение ослабевает со временем из-за вязких свойств материала. Как правило, применяется либо эластичное сокращение, сжимающее объем, либо релаксация при сдвиге. В результате нагрузке в противовес времени может подходить множество примеров, называемыми
моделями. Изменяются только обозначения в зависимости от приложенного типа напряжения: эластично-сжимающееся расслабление не учитывается {\displaystyle E}, сдвиг не учитывается{\displaystyle G}, масса не учитывается {\displaystyle K}. Ряды Прони для релаксации при сдвиге
{\displaystyle G(t)=G_{\infty }+\Sigma _{i=1}^{N}G_{i}\exp(-t/\tau _{i})}
где {\displaystyle G_{\infty }} — это долгосрочная модель, как только материал абсолютно расслабится, {\displaystyle \tau _{i}} — это моменты расслабления (не путать с {\displaystyle \tau _{i}} в диаграмме); чем выше их значения, тем больше требуется напряжения чтобы расслабить. Данные подгоняются под уравнение при помощи алгоритма минимизации, которые регулируют параметры ({\displaystyle G_{\infty },G_{i},\tau _{i}}), чтобы максимально снизить ошибку между предполагаемыми и данными значениями.
Альтернативная формула получается в случае, если упругий модуль связан с долгосрочным модулем
{\displaystyle G(t=0)=G_{0}=G_{\infty }+\Sigma _{i=1}^{N}G_{i}}
Таким образом,
{\displaystyle G(t)=G_{0}-\Sigma _{i=1}^{N}G_{i}[1-\exp(-t/\tau _{i})]}
Эта формула пригодна, когда упругий модуль сдвига {\displaystyle G_{0}} получается из данных, независимых от данных расслабления, и/или
для вычислений, когда точно нужно установить свойства упругости отдельно от вязких свойств.
Опыт на ползучести обычно проще выполнить, чем на расслабление, поэтому данные доступны в качестве (ползучей) гибкости в противовес времени. К сожалению, законченная формула неизвестна для (ползучесть) гибкости в рамках коэффициента рядов Прони. Поэтому, если есть данные ползучести, то нелегко получить коэффициенты (расслабление) ряда Прони, которые, к примеру, нужны. Чтобы целесообразным путём добиться этих коэффициентов необходимо первое: получить данные ползучести с моделью, у которой есть окончательные решения формулы и у гибкости, и у расслабления; к примеру, модель Максвелла-Кельвина (ур. 7.18-7.19) и модель стандартного твердого тела (ур. 7.20-7.21) в (секции 7.1.3). Когда параметры ползучести будут известны, произвести псведоданные о расслаблении с сопряженной моделью расслабления в тех же местах, что и начальная дата. В итоге, подставить псевдоданные к ряду Прони.

## Влияние температуры на вязкоупругое поведение
Второстепенные связи полимера постоянно ломаются и преобразуются из-за теплового движения. Использование напряжения способствует одним формам в пользу других, поэтому молекулы полимера будут постепенно в течение долгого времени «перетекать» в преимущественные формы. Поэтому тепловое движение — это единственный фактор, способствующий деформации полимеров, вязкоупругие свойства которого меняются с возрастанием или уменьшением температуры. В большинстве случаях, модуль ползучести, определяется как пропорция применённого напряжения относительно меняющейся со временем нагрузки, которая уменьшается с повышением температуры. В общем говоря, увеличение температуры напрямую связано к логарифмическим уменьшением во времени, требуемым передать достаточно нагрузки под постоянным напряжением. Другими словами, чтобы растянуть вязкоупругий материал требуется меньше работы на то же расстояние при более высокой температуре, чем при более низкой.

## Вязкоупругая ползучесть

a) Приложенное напряжение and b) индуцированная нагрузка (b) как функции времени за короткий период для вязкоупругого материала.

Когда идет медленное постоянное напряжение, вязкоупругие материалы деформируются под воздействием нагрузки. Это явление известно как ползучесть.
В {\displaystyle t_{0}} вязкоупругий материал подвергается постоянному стрессу, который поддерживается достаточно долгое время. Материал отвечает на напряжение растяжением, которое растет, пока материал окончательно не ослабнет, при условии, что это вязкоупругая жидкость. Если же это вязкоупругое твердое тело, он может и ослабнуть, а может и нет, в зависимости от приложенного напряжения в противовес конечной точки сопротивления материала. Когда напряжение продолжается недолго, материал подвергается исходной нагрузке до {\displaystyle t_{1}}, после которого нагрузка немедленно уменьшается (разрыв), а потом постепенно увеличивается до {\displaystyle t>t_{1}} к остаточному напряжению.
Данные вязкоупругой ползучести могут быть представлены модулем ползучести (постоянное приложение стресса, разделенное общей нагрузкой в определенное время) как функция ползучести. Ниже критического напряжения вязкоупругий модуль независим от вязкоупругой ползучести. Система кривых, изображающая напряжение в противовес времени и отвечающая на различное приложенное напряжение может быть представлено единственным вязкоупругим модулем ползучести, если приложенное напряжение ниже значения критического напряжения материала.
Вязкоупругий модуль очень важен, когда необходим долгосрочный структурный план. При условиях напряжения и температуры, конструкторы могут выбрать материалы, компоненты которых дольше всего прослужат.

## Вычисление вязкоупругости
Хотя есть много инструментов, чтобы протестировать механическую и вязкоупругую реакцию материалов, чаще всего используют широкополосную вязкоупругую спектроскопиюю (BVS) и резонансно-ультразвуковую спектроскопию (RUS) для вычисления вязкоупругого поведения, потому что они могут быть использованы и выше, и ниже окружающих температур и намного больше подходят для вычисления вязкоупругости. Эти два инструмента применяют поршневый механизм с различной частотой и временными линиями без обращения к температурно-временной суперпозиции. Использование BVS и RUS для изучения механических свойств материалов важно для понимая того, как ведут себя материалы, обладающие вязкоупругими свойствами.